# Мохаммед Абутріка
Мохаммед Абутріка (араб. محمد أبو تريكة‎, нар. 7 листопада 1978, Гіза) — єгипетський футболіст, що грав на позиції нападника. Зокрема грав за каїрський «Аль-Аглі», з якою сім разів ставав чемпіоном Єгипту. Провів 100 матчів за національну збірну Єгипту, у  складі якої — дворазовий володар Кубка африканських націй.

## Клубна кар'єра
Народився 7 листопада 1978 року в місті Гіза. Вихованець футбольної школи клубу «Терсана». Дорослу футбольну кар'єру розпочав 1997 року в основній команді того ж клубу, що грала у другому дивізіоні єгипетського чемпіонату. За три сезони разом з командою пробився до вищого дивізіону. Загалом за сім сезонів провів за «Терсану» 154 матчі чемпіонату, в яких був основним гравцем атакувальної ланки команди і демонстрував середню результативність на рівні 0,59 голу за гру першості.
Своєю грою за цю команду привернув увагу представників тренерського штабу лідера єгипетського футболу, клубу «Аль-Аглі», до складу якого приєднався 2004 року. Протягом наступних семи сезонів незмінно ставав у складі каїрського гранда чемпіоном країни. Загалом відіграв за «Аль-Аглі» дев'ять сезонів своєї ігрової кар'єри, відігравши в 163 іграх єгипетської першості, майже у кожній другій з яких відзначався забитим голом. А в сезоні 2005/06 з 18 голами ставав найкращим бомбардиром першості. Протягом п'яти років поспіль з 2004 по 2008 рік визнавався найкращим єгипетським футболістом року. Також у складі «Аль-Аглі» п'ять разів става переможцем Ліги чемпіонів КАФ. На Клубному чемпіонаті світу 2006 року з трьома голами був найкращим бомбардиром змагання. 2008 року посів друге місце в опитуванні за звання Африканського футболіста року, поступившись у боротьбі за це звання лише Еммануелю Адебайору. Це перший випадок з 1994 року (і наразі останній), коли до трійки найкращих африканських футболістів потрапляв чинний гравець африканського клубу.
Протягом частини 2013 року на умовах оренди захищав кольори еміратського клубу «Баніяс».
Того ж 2013 року повернувся до «Аль-Аглі», де провів 10 матчів тогорічної Ліги чемпіонів КАФ, після чого завершив професійну футбольну кар'єру.

## Виступи за збірні
2001 року дебютував в офіційних матчах у складі національної збірної Єгипту. Протягом кар'єри у національній команді, яка тривала 13 років, провів у формі головної команди країни 100 матчів, забивши 38 голів.
У складі збірної був учасником Кубка африканських націй 2006 року в Єгипті, здобувши того року титул континентального чемпіона, Кубка африканських націй 2008 року у Гані, де єгиптяни захистили титул найсильнішої збірної континенту, а також розіграшу Кубка конфедерацій 2009 року у ПАР. На обох розіграшах Кубка африканських націй нападник включався до символічних збірних цих турнірів.
2012 року на футбольному турнірі Олімпійських ігор у Лондоні був капітаном олімпійської збірної Єгипту.
| Дата       | Місто            | Господарі                        | Результат               | Гості                            | Турнір                                      | Голи | Примітки |
| ---------- | ---------------- | -------------------------------- | ----------------------- | -------------------------------- | ------------------------------------------- | ---- | -------- |
| 19-03-2001 | Каїр             | Єгипет                           | 3 – 3                   | Естонія                          | товариський матч                            | -    | 72'      |
| 31-03-2004 | Каїр             | Єгипет                           | 2 – 1                   | Тринідад і Тобаго                | товариський матч                            | 1    |          |
| 24-05-2004 | Каїр             | Єгипет                           | 2 – 0                   | Зімбабве                         | товариський матч                            | 1    | 46'      |
| 29-05-2004 | Каїр             | Єгипет                           | 2 – 0                   | Габон                            | товариський матч                            | -    |          |
| 06-06-2004 | Омдурман         | Судан                            | 0 – 3                   | Єгипет                           | Відбір до ЧС 2006                           | 1    |          |
| 20-06-2004 | Александрія      | Єгипет                           | 1 – 2                   | Кот-д'Івуар                      | Відбір до ЧС 2006                           | 1    |          |
| 05-07-2004 | Котону           | Бенін                            | 3 – 3                   | Єгипет                           | Відбір до ЧС 2006                           | 1    |          |
| 05-09-2004 | Абіджан          | Єгипет                           | 3 – 2                   | Камерун                          | Відбір до ЧС 2006                           | -    | 87'      |
| 08-10-2004 | Триполі          | Лівія                            | 2 – 1                   | Єгипет                           | Відбір до ЧС 2006                           | -    |          |
| 28-11-2004 | Каїр             | Єгипет                           | 1 – 1                   | Болгарія                         | товариський матч                            | -    |          |
| 08-01-2005 | Каїр             | Єгипет                           | 3 – 0                   | Уганда                           | товариський матч                            | -    |          |
| 04-02-2005 | Сеул             | Південна Корея                   | 0 – 1                   | Єгипет                           | товариський матч                            | -    |          |
| 09-02-2005 | Каїр             | Єгипет                           | 4 – 0                   | Бельгія                          | товариський матч                            | -    | 58'      |
| 14-03-2005 | Ед-Даммам        | Саудівська Аравія                | 0 – 1                   | Єгипет                           | товариський матч                            | -    |          |
| 27-03-2005 | Каїр             | Єгипет                           | 4 – 1                   | Лівія                            | Відбір до ЧС 2006                           | -    | 86'      |
| 27-05-2005 | Ель-Кувейт       | Кувейт                           | 0 – 1                   | Єгипет                           | товариський матч                            | -    |          |
| 05-06-2005 | Каїр             | Єгипет                           | 6 – 1                   | Судан                            | Відбір до ЧС 2006                           | -    |          |
| 19-06-2005 | Абіджан          | Кот-д'Івуар                      | 2 – 0                   | Єгипет                           | Відбір до ЧС 2006                           | -    |          |
| 29-07-2005 | Женева           | Єгипет                           | 5 – 0                   | Катар                            | товариський матч                            | 2    |          |
| 31-07-2005 | Женева           | Єгипет                           | 0 – 0 д.ч. (5 – 4 п.п.) | ОАЕ                              | товариський матч                            | -    |          |
| 17-08-2005 | Понта-Делгада    | Португалія                       | 2 – 0                   | Єгипет                           | товариський матч                            | -    | 60'      |
| 08-10-2005 | Яунде            | Камерун                          | 1 – 1                   | Єгипет                           | Відбір до ЧС 2006                           | -    | 83'      |
| 16-11-2005 | Каїр             | Єгипет                           | 1 – 2                   | Туніс                            | товариський матч                            | -    |          |
| 27-12-2005 | Каїр             | Єгипет                           | 2 – 0                   | Уганда                           | товариський матч                            | -    |          |
| 05-01-2006 | Александрія      | Єгипет                           | 2 – 0                   | Зімбабве                         | товариський матч                            | -    |          |
| 14-01-2006 | Каїр             | Єгипет                           | 1 – 2                   | ПАР                              | товариський матч                            | -    | 58'      |
| 20-01-2006 | Каїр             | Єгипет                           | 3 – 0                   | Лівія                            | Кубок африканських націй 2006 - 1-й етап    | 1    | 71' 75'  |
| 24-01-2006 | Каїр             | Єгипет                           | 0 – 0                   | Марокко                          | Кубок африканських націй 2006 - 1-й етап    | -    | 66'      |
| 28-01-2006 | Каїр             | Єгипет                           | 3 – 1                   | Кот-д'Івуар                      | Кубок африканських націй 2006 - 1-й етап    | 1    | 61' 76'  |
| 07-02-2006 | Каїр             | Єгипет                           | 2 – 1                   | Сенегал                          | Кубок африканських націй 2006 - півфінал    | -    |          |
| 10-02-2006 | Каїр             | Єгипет                           | 0 – 0 д.ч. (4 – 2 п.п.) | Кот-д'Івуар                      | Кубок африканських націй 2006 - Фінал       | -    |          |
| 03-06-2006 | Ельче            | Іспанія                          | 2 – 0                   | Єгипет                           | товариський матч                            | -    | 84'      |
| 02-09-2006 | Каїр             | Єгипет                           | 4 – 1                   | Бурунді                          | Відбір до Кубка африканських націй 2008     | 1    | 60'      |
| 07-10-2006 | Габороне         | Ботсвана                         | 0 – 0                   | Єгипет                           | Відбір до Кубка африканських націй 2008     | -    | 46'      |
| 15-11-2006 | Брентфорд        | Єгипет                           | 1 – 0                   | ПАР                              | товариський матч                            | -    | 85'      |
| 03-06-2007 | Нуакшот          | Мавританія                       | 1 – 1                   | Єгипет                           | Відбір до Кубка африканських націй 2008     | -    |          |
| 12-06-2007 | Ель-Кувейт       | Кувейт                           | 1 – 1                   | Єгипет                           | товариський матч                            | -    |          |
| 09-09-2007 | Бужумбура        | Бурунді                          | 0 – 0                   | Єгипет                           | Відбір до Кубка африканських націй 2008     | -    | 65'      |
| 13-10-2007 | Каїр             | Єгипет                           | 1 – 0                   | Ботсвана                         | Відбір до Кубка африканських націй 2008     | -    |          |
| 21-11-2007 | Порт-Саїд        | Єгипет                           | 0 – 0                   | Лівія                            | товариський матч                            | -    |          |
| 25-11-2007 | Каїр             | Єгипет                           | 2 – 1                   | Саудівська Аравія                | товариський матч                            | -    | 87'      |
| 05-01-2008 | Каїр             | Єгипет                           | 3 – 0                   | Намібія                          | товариський матч                            | -    |          |
| 22-01-2008 | Кумасі           | Єгипет                           | 4 – 2                   | Камерун                          | Кубок африканських націй 2008 - 1-й етап    | -    | 60'      |
| 26-01-2008 | Кумасі           | Єгипет                           | 3 – 0                   | Судан                            | Кубок африканських націй 2008 - 1-й етап    | 2    | 56' 80'  |
| 30-01-2008 | Тамале (місто)   | Єгипет                           | 1 – 1                   | Замбія                           | Кубок африканських націй 2008 - 1-й етап    | -    | 60'      |
| 04-02-2008 | Кумасі           | Єгипет                           | 2 – 1                   | Ангола                           | Кубок африканських націй 2008 - чвертьфінал | -    | 49'      |
| 07-02-2008 | Секонді-Такораді | Кот-д'Івуар                      | 1 – 4                   | Єгипет                           | Кубок африканських націй 2008 - півфінал    | 1    |          |
| 10-02-2008 | Аккра            | Камерун                          | 0 – 1                   | Єгипет                           | Кубок африканських націй 2008 - Фінал       | 1    |          |
| 26-03-2008 | Каїр             | Єгипет                           | 0 – 2                   | Аргентина                        | товариський матч                            | -    | 81'      |
| 20-08-2008 | Хартум           | Судан                            | 4 – 0                   | Єгипет                           | товариський матч                            | -    | 46'      |
| 07-09-2008 | Кіншаса          | ДР Конго                         | 0 – 1                   | Єгипет                           | Відбір до ЧС 2010                           | 1    | 85'      |
| 12-10-2008 | Каїр             | Єгипет                           | 4 – 0                   | Джибуті                          | Відбір до ЧС 2010                           | 1    |          |
| 19-11-2008 | Каїр             | Єгипет                           | 5 – 1                   | Бенін                            | товариський матч                            | 2    | 76'      |
| 29-03-2009 | Каїр             | Єгипет                           | 1 – 1                   | Замбія                           | Відбір до ЧС 2010                           | -    | 57'      |
| 30-05-2009 | Маскат           | Оман                             | 0 – 1                   | Єгипет                           | товариський матч                            | 1    |          |
| 07-06-2009 | Бліда            | Алжир                            | 3 – 1                   | Єгипет                           | Відбір до ЧС 2010                           | 1    |          |
| 15-06-2009 | Блумфонтейн      | Бразилія                         | 4 – 3                   | Єгипет                           | Кубок Конфедерацій                          | -    |          |
| 18-06-2009 | Йоганнесбург     | Єгипет                           | 1 – 0                   | Італія                           | Кубок Конфедерацій                          | -    |          |
| 21-06-2009 | Рустенбург       | Єгипет                           | 0 – 3                   | США                              | Кубок Конфедерацій                          | -    |          |
| 05-07-2009 | Каїр             | Єгипет                           | 3 – 0                   | Руанда                           | Відбір до ЧС 2010                           | 2    |          |
| 12-08-2009 | Каїр             | Єгипет                           | 3 – 3                   | Гвінея                           | товариський матч                            | -    |          |
| 02-10-2009 | Каїр             | Єгипет                           | 4 – 0                   | Маврикій                         | товариський матч                            | 2    |          |
| 10-10-2009 | Чилілабомбве     | Замбія                           | 0 – 1                   | Єгипет                           | Відбір до ЧС 2010                           | -    |          |
| 05-11-2009 | Асуан            | Єгипет                           | 5 – 1                   | Танзанія                         | товариський матч                            | -    |          |
| 14-11-2009 | Каїр             | Єгипет                           | 2 – 0                   | Алжир                            | Відбір до ЧС 2010                           | -    |          |
| 18-11-2009 | Омдурман         | Алжир                            | 1 – 0                   | Єгипет                           | Відбір до ЧС 2010                           | -    |          |
| 03-03-2010 | Лондон           | Англія                           | 3 – 1                   | Єгипет                           | товариський матч                            | -    | 76'      |
| 11-08-2010 | Каїр             | Єгипет                           | 6 – 3                   | ДР Конго                         | товариський матч                            | 1    | 46'      |
| 05-09-2010 | Каїр             | Єгипет                           | 1 – 1                   | Сьєрра-Леоне                     | Відбір до Кубка африканських націй 2012     | -    |          |
| 10-10-2010 | Бангі            | Нігер                            | 1 – 0                   | Єгипет                           | Відбір до Кубка африканських націй 2012     | -    |          |
| 17-11-2010 | Каїр             | Єгипет                           | 3 – 0                   | Австралія                        | товариський матч                            | -    | 57'      |
| 16-12-2010 | Доха             | Катар                            | 2 – 1                   | Єгипет                           | товариський матч                            | -    |          |
| 05-01-2011 | Каїр             | Єгипет                           | 5 – 1                   | Танзанія                         | товариський матч                            | 1    | 57'      |
| 09-01-2011 | Каїр             | Єгипет                           | 1 – 0                   | Уганда                           | товариський матч                            | -    | 63'      |
| 11-01-2011 | Ісмаїлія         | Єгипет                           | 3 – 0                   | Бурунді                          | товариський матч                            | -    | 50'      |
| 14-01-2011 | Каїр             | Єгипет                           | 5 – 1                   | Кенія                            | товариський матч                            | -    |          |
| 17-01-2011 | Каїр             | Єгипет                           | 3 – 1                   | Уганда                           | товариський матч                            | -    | 60'      |
| 26-03-2011 | Йоганнесбург     | ПАР                              | 1 – 0                   | Єгипет                           | Відбір до Кубка африканських націй 2012     | -    | 77'      |
| 29-03-2012 | Омдурман         | Єгипет                           | 2 – 1                   | Уганда                           | товариський матч                            | 1    |          |
| 12-04-2012 | Дубай (місто)    | Єгипет                           | 3 – 2                   | Нігерія                          | товариський матч                            | 1    | 74'      |
| 14-04-2012 | Дубай (місто)    | Єгипет                           | 3 – 0                   | Мавританія                       | товариський матч                            | -    | 73'      |
| 17-04-2012 | Дубай (місто)    | Ірак                             | 0 – 0                   | Єгипет                           | товариський матч                            | -    | 59'      |
| 20-05-2012 | Хартум           | Єгипет                           | 2 – 1                   | Камерун                          | товариський матч                            | 1    | 46'      |
| 22-05-2012 | Хартум           | Єгипет                           | 3 – 0                   | Того                             | товариський матч                            | -    | 64'      |
| 01-06-2012 | Александрія      | Єгипет                           | 2 – 0                   | Мозамбік                         | Відбір до ЧС 2014                           | -    |          |
| 10-06-2012 | Конакрі          | Гвінея                           | 2 – 3                   | Єгипет                           | Відбір до ЧС 2014                           | 2    | 85'      |
| 15-06-2012 | Александрія      | Єгипет                           | 2 – 3                   | Центральноафриканська Республіка | Відбір до Кубка африканських націй 2013     | -    | 65'      |
| 30-06-2012 | Бангі            | Центральноафриканська Республіка | 1 – 1                   | Єгипет                           | Відбір до Кубка африканських націй 2013     | -    |          |
| 12-10-2012 | Дубай (місто)    | Єгипет                           | 3 – 0                   | Республіка Конго                 | товариський матч                            | 2    |          |
| 16-10-2012 | Абу-Дабі         | Єгипет                           | 0 – 1                   | Туніс                            | товариський матч                            | -    |          |
| 28-12-2012 | Доха             | Катар                            | 0 – 2                   | Єгипет                           | товариський матч                            | -    | 46'      |
| 14-01-2013 | Абу-Дабі         | Кот-д'Івуар                      | 4 – 2                   | Єгипет                           | товариський матч                            | 1    | 86'      |
| 06-02-2013 | Мадрид           | Чилі                             | 2 – 1                   | Єгипет                           | товариський матч                            | -    |          |
| 26-03-2013 | Александрія      | Єгипет                           | 2 – 1                   | Зімбабве                         | Відбір до ЧС 2014                           | 1    |          |
| 09-06-2013 | Хараре           | Зімбабве                         | 2 – 4                   | Єгипет                           | Відбір до ЧС 2014                           | 1    |          |
| 16-06-2013 | Мапуту           | Мозамбік                         | 0 – 1                   | Єгипет                           | Відбір до ЧС 2014                           | -    | 89'      |
| 10-09-2013 | Червоне Море     | Єгипет                           | 4 – 2                   | Гвінея                           | Відбір до ЧС 2014                           | 1    |          |
| 15-10-2013 | Кумасі           | Гана                             | 6 – 1                   | Єгипет                           | Відбір до ЧС 2014                           | 1    |          |
| 14-11-2013 | Каїр             | Єгипет                           | 2 – 0                   | Замбія                           | товариський матч                            | -    | 46'      |
| 19-11-2013 | Каїр             | Єгипет                           | 2 – 1                   | Гана                             | Відбір до ЧС 2014                           | -    |          |
| Усього     |                  | Матчів (13 місце)                | 100                     |                                  | Голів (3 місце)                             | 38   |          |

## Титули і досягнення

### Командні
- Чемпіон Єгипту (7):

«Аль-Аглі»: 2004-2005, 2005-2006, 2006-2007, 2007-2008, 2008-2009, 2009-2010, 2010-2011
- Переможець Ліги чемпіонів КАФ (5):

«Аль-Аглі»: 2005, 2006, 2008, 2012, 2013
- Клубний чемпіон Перської затоки (1):

«Баніяс»: 2013
- Володар Кубка африканських націй (2):

2006, 2008

### Особисті
- Найкращий єгипетський футболіст року (5):

2004, 2005, 2006, 2007, 2008
- Найкращий бомбардир чемпіонату Єгипту (1):

2005-2006 (18 голів)
- Найкращий бомбардир Ліги чемпіонів КАФ (1):

2006 (8)
- Найкращий бомбардир Клубного чемпіонату світу (1):

2006 (3)
- Включений до збірної Кубка африканських націй (2):

2006, 2008